# 李琪林
李琪林（1961年1月—），甘肃玉门人，汉族，中国共产党党员。中华人民共和国政治人物、第十三届全国人民代表大会内蒙古地区代表。曾任甘肃省高级人民法院副院长，内蒙古自治区人民检察院检察长。

## 生平
2018年2月24日，当选为第十三届全国人大代表。